# John Tyndall
John Tyndall (ur. 2 sierpnia 1820 w Leighlin Bridge, zm. 4 grudnia 1893 w Hindhead) – irlandzki naukowiec i alpinista; fizyk, badacz i odkrywca zjawisk z zakresu m.in. magnetyzmu, glacjologii, chemii fizycznej i bakteriologii. Członek Royal Society i laureat Medalu Rumforda (1864).

## Alpinizm
Tyndall to pierwszy zdobywca m.in. Weisshornu. Jego nazwiskiem został nazwany przedwierzchołek Matterhornu od strony włoskiej: Pic Tyndall, do którego dotarł rok przed zdobyciem szczytu przez Edwarda Whympera.